# Schloss Aufkirchen (Gerolfingen)

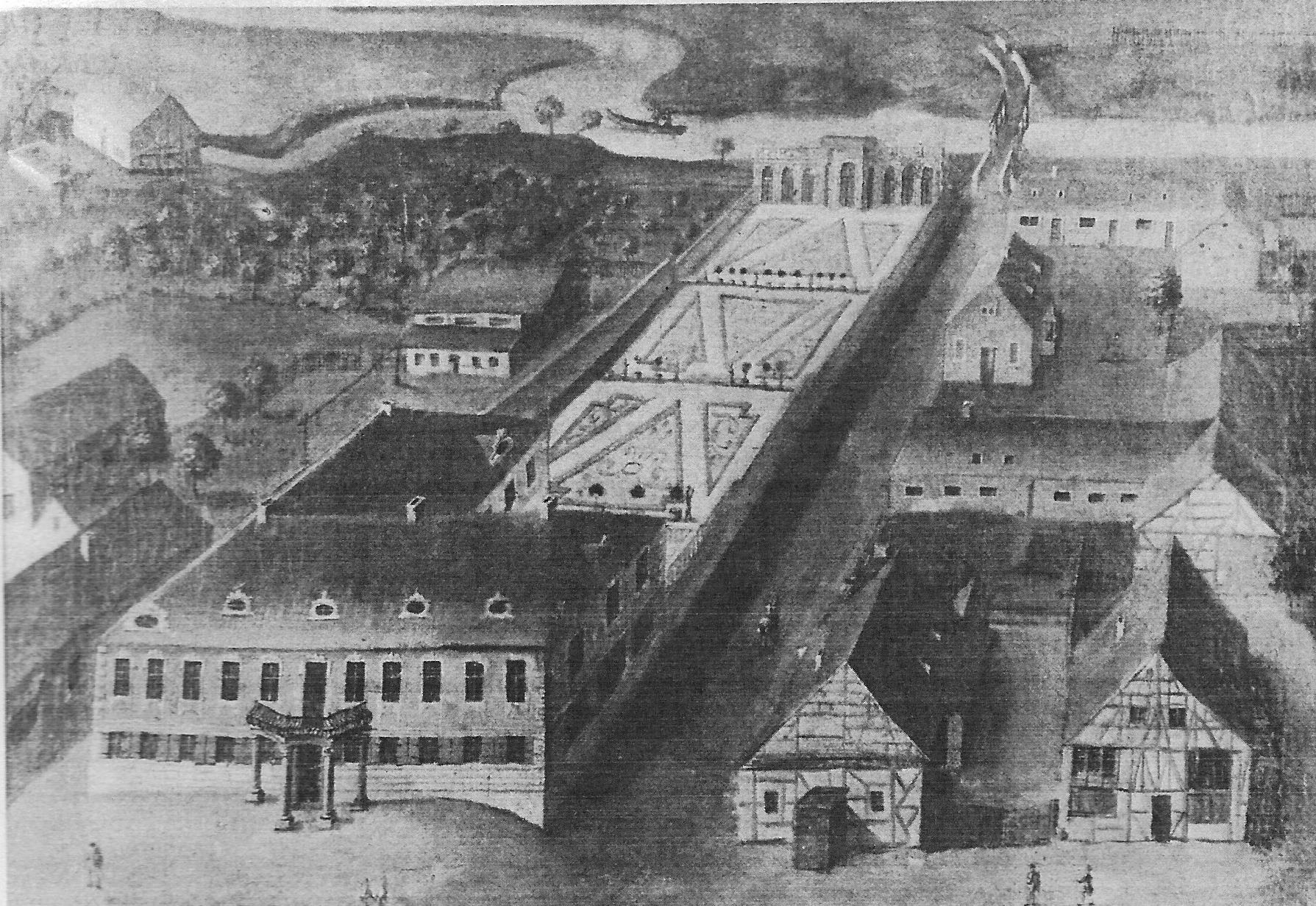
Schloss Aufkirchen 1723

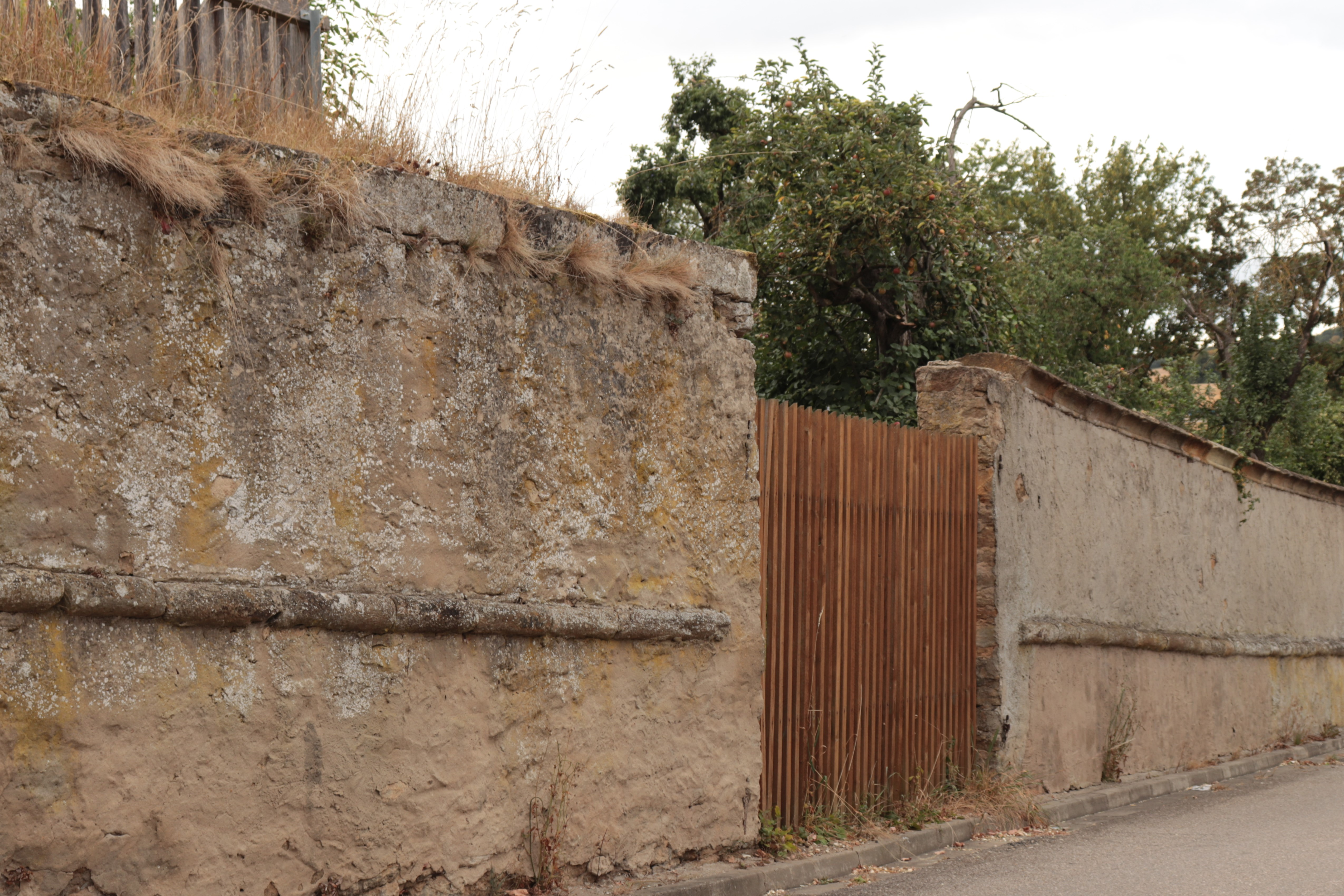
Die Gartenmauer als letzter Rest des Schlosses

Das Schloss Aufkirchen ist ein abgegangenes Landschloss der Fürsten von Oettingen in Aufkirchen, einem Gemeindeteil von Gerolfingen  im Landkreis Ansbach in Mittelfranken in Bayern.
Die erhaltene Einfriedung ist unter dem Aktenzeichen D-5-71-154-13 als Baudenkmal in die bayerische Denkmalliste eingetragen. 

## Geschichte
Albrecht Ernst II. von Oettingen-Oettingen (1669–1731) verbrachte die Sommermonate nicht in seiner Residenz in Oettingen, sondern auf einem seiner Landschlösser. Diese lagen ausschließlich im mittleren und südlichen Ries, deshalb entschloss er sich zu einem Neubau im nördlichen Ries. Aufkirchen qualifizierte sich dafür aufgrund seiner Lage am Rande des für Jagdausflüge geeigneten Oettinger Forsts, der guten Straßenverbindung nach Oettingen und der Existenz einer bestehenden Siedlung, die Personal und Lebensmittel stellen konnte. Von 1720 bis 1723 wurde das Schloss nach Plänen des Baumeisters Johann Christian Lüttich erbaut. 1727 wurde die Orangerie abgerissen und durch einen Neubau ersetzt. Nach dem Tod von Albrecht Ernst II. folgten lange gerichtliche Auseinandersetzungen, bis es schließlich 1781 endgültig dem Fürstentum Oettingen-Spielberg zugeschlagen wurde. Zu einem geplanten Neubau des Hauptgebäudes war es aufgrund des Todes von Albrecht Ernst II. nicht mehr gekommen. Die nunmehrigen Eigentümer hatten für das Schloss keine Verwendung, so dass es langsam verfiel. Zunächst wurde der Lustgarten demoliert, bis 1796 das Orangeriegebäude abgebrochen wurde. Am Hauptgebäude wurden nur die notwendigsten Reparaturen vorgenommen, damit es als Dienstwohnung für einen Oberamtmann dienen konnte. 1807 wurden das mittlerweile ruinöse Schloss samt Garten an den Pfarrer Liebermeister verkauft, um mit dem Erlös den Ankauf der säkularisierten Kommende des Deutschen Ordens in Oettingen zu finanzieren. Der neue Eigentümer nutzte vor allem den Garten. Das Hauptgebäude riss er zu zwei Dritteln ab und baute den Rest zu zwei Wohnhäusern um, die verkauft wurden.

## Beschreibung
Das ehemalige Schlossgebäude bestand aus einem zweigeschossigen, breitrechteckigen Bau mit Satteldach und Dachgauben. Auf der Nordseite zur Wörnitz hin war im Westen ein Stichflügel und im Osten eine Terrasse angebaut. Die Fassade weist in der Mitte ein Portal mit darüberliegendem, von Säulen getragenen Balkon auf. Hinter dem Schloss lag der in drei Ebenen gegliederte Lustgarten, an dessen Ende die Orangerie lag.
Heute existiert von der Schlossanlage nur noch die Gartenmauer und der umgebaute Nordflügel des Bauhofs, der Bestandteil des Wirtschaftshofes des Schlosses war. 